# Chorizomena nivosa
Chorizomena nivosa är en fjärilsart som beskrevs av Turner 1939. Chorizomena nivosa ingår i släktet Chorizomena och familjen mätare. Inga underarter finns listade i Catalogue of Life.